# René Grandjean (aviation)
Pour les articles homonymes, voir René Grandjean.
René Grandjean, né le 12 novembre 1884 à Bellerive et mort le 14 avril 1963 à Lausanne, est un constructeur d'avions et pilote suisse.

## Enfance
Fils d'un des secrétaires du baron Adolphe de Rothschild, il est né le 12 novembre 1884. En 1890, sa famille se rend à Paris avant de retourner en Suisse en 1896 où son père fait construire un moulin et une grande scierie.

## Biographie

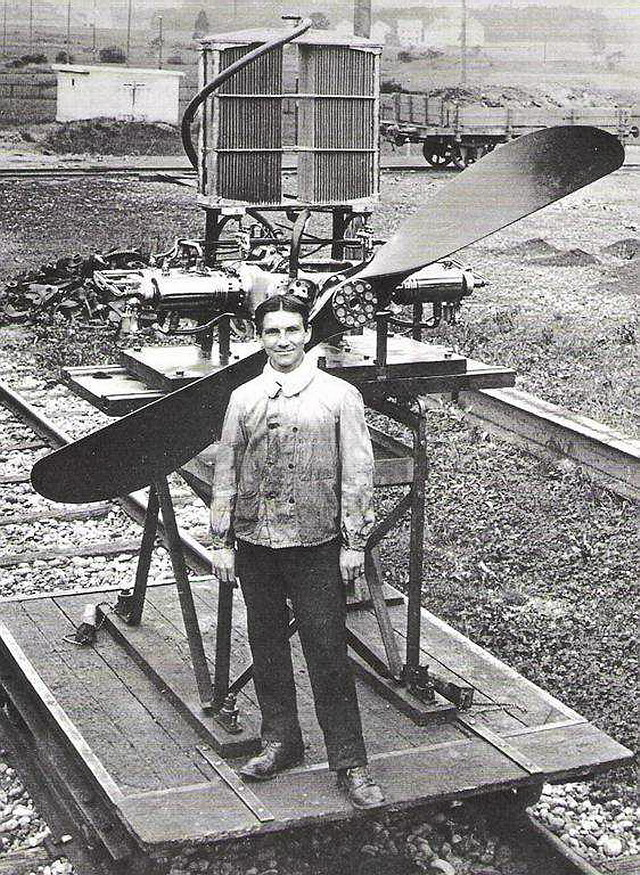
René Grandjean en 1910, travaillant sur un moteur.

Après avoir suivi l'école à Paris, puis à Bellerive, il retourne à Paris à 18 ans pour travailler comme mécanicien. Il y travaille comme chauffeur chez le marquis de Montebello. En 1904, il rentre en Suisse afin d'effectuer son service militaire avant de devenir, un an plus tard, en Égypte, le chauffeur du sultan Omar Bey.
Il se lance ensuite dans l'aviation et construit son premier avion de ses mains dans sa grange familiale à Bellerive ; il le termine en octobre 1909. Les premiers essais au sol ont lieu en février 1910 sur le terrain de l’Estivage, à Avenches. Le vol inaugural est effectué par Ernest Failloubaz, le 10 mai 1910. Cinq jours plus tard, Grandjean endommage l'avion en voulant l'essayer. En août, il participe à un meeting à Viry lors duquel son beau-frère, Georges Cailler, abîme sérieusement l'avion. Le 12 octobre 1910, pour des raisons qui restent obscures, il est interdit sur la place d'Avenches et met fin à sa collaboration avec Ernest Failloubaz. La même année, il trouve un terrain à Dübendorf, où il opère d'importantes transformations sur son appareil et apprend, seul, à le piloter. Début 1911, il est engagé par l'entreprise Schweizerische Werkzeugmaschinenfabrik Oerlikon (SWO) pour promouvoir leurs moteurs auprès des principaux constructeurs de l’époque : Farman, Blériot Aéronautique et Voisin.
Le 18 juin 1911, le Conseil d’État du canton de Vaud offrant un prix au premier aviateur qui réussira la traversée du lac de Neuchâtel, il pilotera son nouvel avion, « Libellule », qui pèse moins de 240 kg. Il choisit comme itinéraire la ligne droite entre Les Planeyses et Avenches. Après le décollage, vers le milieu du lac, son moteur, qui perd de l'huile, a des ratés et s'arrête. Dès lors, avec l'aide du vent (le joran) et en planant, Grandjean arrive à poser son avion dans les roseaux à Delley-Portalban, avec un pêcheur comme témoin de son exploit. Son avion est hors d'usage, mais la traversée est validée.
Le 18 septembre 1911, il obtient le brevet suisse de pilote no 21. Le 4 décembre 1911, il gagne le prix d'aviation de l'Automobile Club de Suisse. En février 1912, il parvient à munir son avion de skis et en août 1912, de flotteurs, deux premières suisses. Il gagne à l'occasion, en septembre 1912, le prix Eynard Villeneuve-Genève sur son hydravion.
En 1914, il fait partie des douze pilotes mobilisés à Berne pour la guerre et entre en service avec l'appareil qu'il a construit. Il part pour Paris en 1915 où il devient conseiller technique et fera breveter plus de deux cents de ses inventions. En 1923, il épouse Pierrine Picchirilli, originaire de Nice. Il rentre définitivement en Suisse en 1956,.
Il meurt le 14 avril 1963. Le 10 mai 1965, une plaque commémorative est ajoutée au monument érigé à Avenches en la mémoire d'Ernest Failloubaz, rappelant sa collaboration avec Grandjean.